# Celine van Till

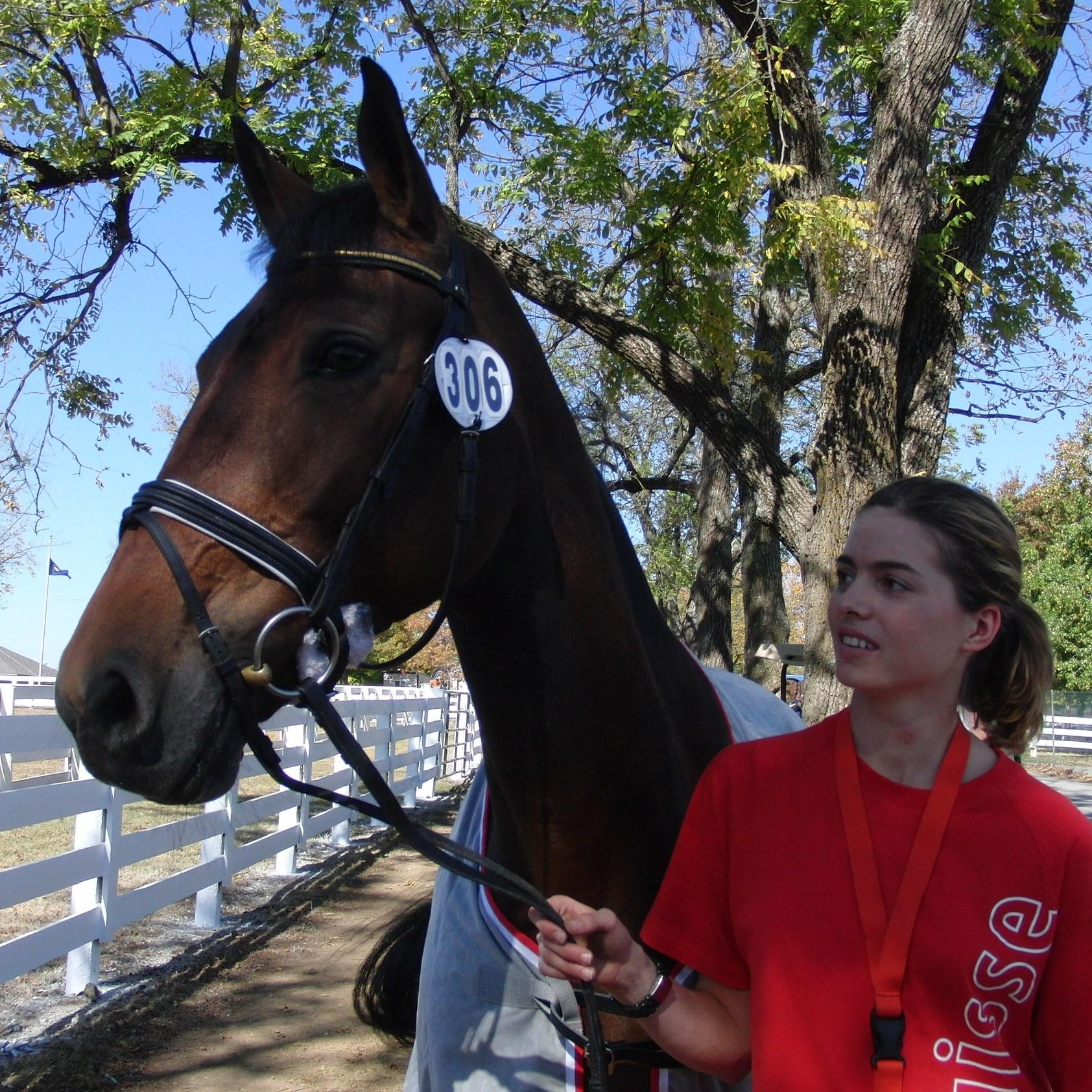
Celine van Till (2010)

Celine van Till (* 20. Juni 1991 in Genf) ist eine Schweizer Para-Sportlerin. Sie nahm als Para-Dressurreiterin an den Paralympischen Spielen in Rio 2016 teil. 2023 wurde sie an der Rad-WM in Glasgow Weltmeisterin im Zeitfahren in der Kategorie T2. Van Till ist Autorin, Referentin und sitzt für die FDP im Genfer Grossrat.

## Biographie

### Werdegang und sportliche Laufbahn

#### Pferdesport
Im Alter von sechs Jahren begann Celine van Till mit dem Pferdesport. Mit 15 klassierte sie sich bei den Schweizer Junioren-Meisterschaften auf dem fünften Platz und wurde ins Junioren-Nationalkader der Dressurreiter aufgenommen.
2008 erlitt van Tills während eines Trainings in Deutschland einen schweren Reitunfall: Ihr Pferd bäumte sich auf, stürzte und begrub van Till unter sich. Mit einem schweren Schädel-Hirn-Trauma lag sie einen Monat im Koma. In den Monaten, die sie im Spital verbrachte, fiel sie in eine tiefe Depression.
Seit ihrem Unfall ist sie mehrfachbehindert: Ihr linkes Sichtfeld ist eingeschränkt, die Sicht ist doppelt und zweidimensional, ihre Koordination und das Gleichgewicht sind gestört.
Ab 2010 trat van Till wieder an internationalen Wettkämpfen an. Bei der WM in Kentucky wurde sie in der Para-Dressur Vierte (Freestyle) und Sechste (Individual). 2014 startete sie erneut an der WM, ein Jahr später bestritt sie auch die EM. 2016 erfüllte sie sich dann einen grossen Traum: Sie nahm an den Paralympics in Rio teil. Ein Jahr später trat sie erneut an den Europameisterschaften an, doch schon bald wandte sie sich einer neuen Sportart zu.

#### Leichtathletik
2018 begann van Till mit Para-Leichtathletik. Als Sprinterin qualifizierte sie sich für die Paralympics in Tokio. Doch 2021 stürzte sie bei einem Meeting in Tunis auf den Kopf. Sie hatte monatelang starke Kopfschmerzen und Schwindel und beendete vorerst ihre Sportkarriere.

#### Radsport

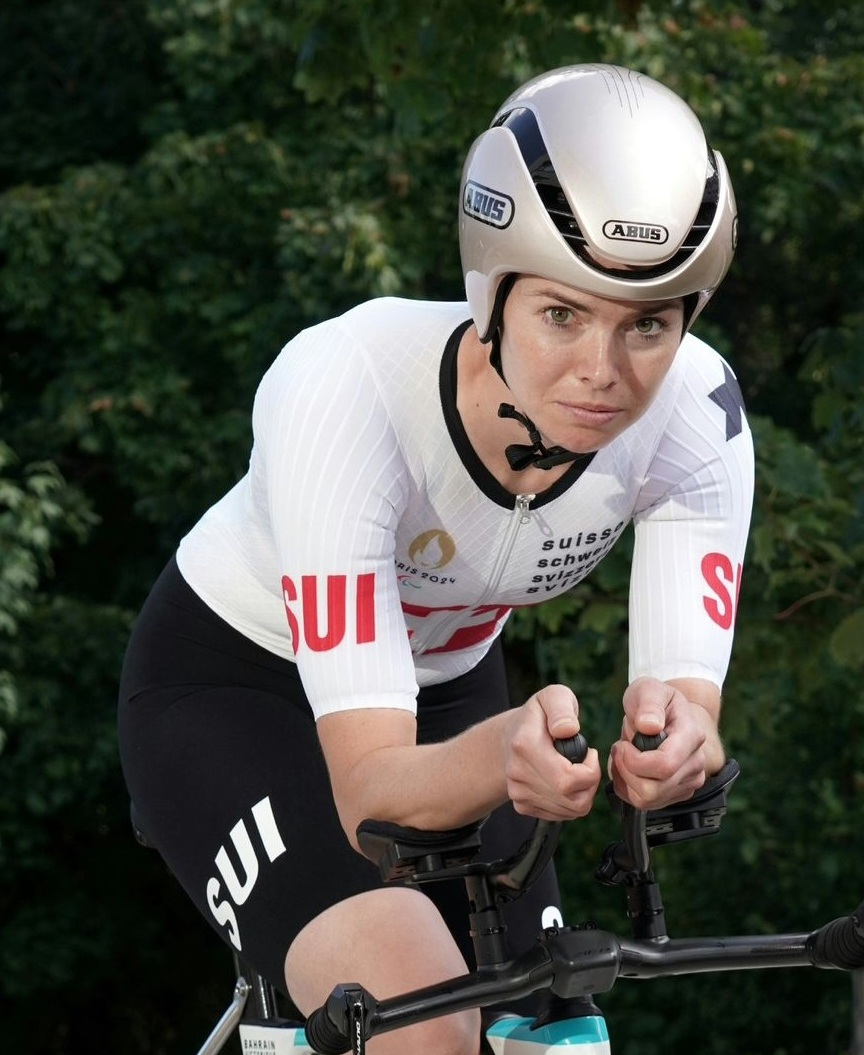
Celine van Till auf dem Rad (2024)

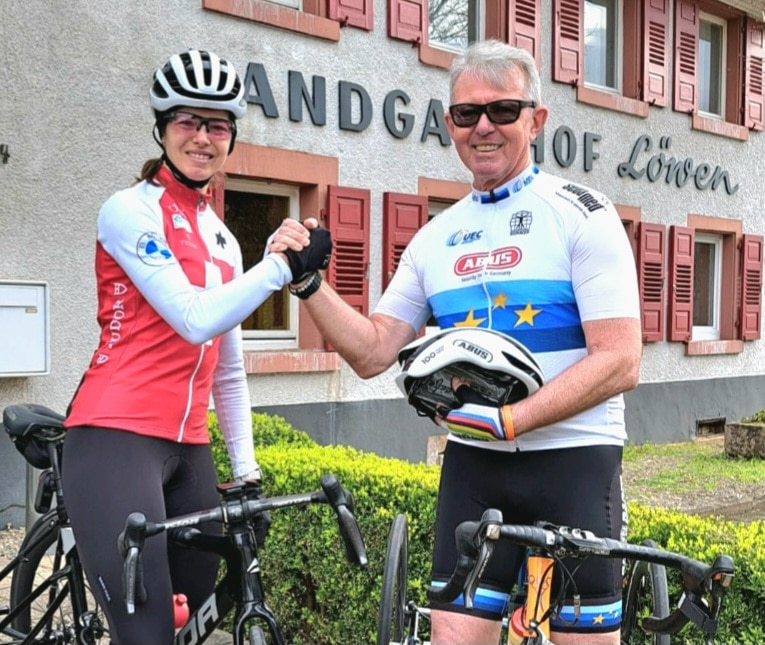
Van Till mit ihrem Betreuer, dem ehemaligen Paracycler Hans-Peter Durst

Für die Teilnahme an Volksläufen und dem Genfer Triathlon nutzte Celine van Till ein paralympisches Rennvelo mit drei Rädern. 2022 kündigte sie ihre Rückkehr in den Sport an und startete in der Paracycling-Klasse T2. 2022 gewann sie an den Europameisterschaften auf Anhieb Gold im Einzelzeitfahren und im Strassenrennen.
Bei der Rad-WM 2023 in Glasgow wurde sie Weltmeisterin im Zeitfahren und gewann Silber im Strassenrennen. Eine Woche später krönte sie sich an der EM in Rotterdam in beiden Disziplinen zur Europameisterin. Bei den Sommer-Paralympics 2024 errang sie in Einzelzeitfahren und, Strassenrennen jeweils die Silbermedaille.

##### Erfolge im Radsport
2022
- Europameisterin – Strassenrennen, Zeitfahren

2023
- Weltmeisterin – Zeitfahren
- Weltmeisterschaft – Strassenrennen
- Europameisterin – Strassenrennen, Zeitfahren

2024
- Sommer-Paralympics – Einzelzeitfahren, Strassenrennen

## Ausbildung und politische Laufbahn
Über ihren Weg zurück ins Leben hat Celine van Till zwei Bücher geschrieben. Pas à Pas. Historie d'un accident et d'une résurrection erschien 2011, Tout est possible. D'une situation de l'autre 2021. 2017 erschien der Film Bucéphale, der ebenfalls ihre Geschichte erzählt. Er gewann einige Preise.
Sie ist Botschafterin für Menschen mit Behinderungen. 2017 gründete sie die Stiftung Tout est possible, die behinderte Sportlerinnen und Sportler unterstützt.
2021 begann van Till auch ihre politische Laufbahn. Zwei Jahre lang war sie Vorstandsmitglied der Genfer FDP, ehe sie im April 2023 in den Grossen Rat gewählt wurde.
Van Till hat einen Bachelor in Marketing und ist auch als Referentin tätig.